# アル＝マアッリー
アブー・アル・アラー・アル・マアッリー (Arabic أبو العلاء المعري Abū al-ʿAlāʾ al-Maʿarrī, full name أبو العلاء أحمد بن عبد الله بن سليمان التنوخي المعري Abū al-ʿAlāʾ Aḥmad ibn ʿAbd Allāh ibn Sulaimān al-Tanūẖī al-Maʿarrī; 973年12月 – 1057年5月) は盲目のアラブ人哲学者、詩人、作家である。アル・マアッリーは反宗教的な世界観を保持し、また強調し、それは論争にさらされた。しかしそれにもかかわらず、彼は最も偉大なるアラブの詩人と評される。
アッバース朝時代、マアッラの街で生まれ、アレッポ近郊でそれからトリポリ、そのあとはアンティオキアで学んだ。
バグダードで人気のある詩を作ったが、にもかかわらず彼はそれを出版して売ろうとはしなかった。
1010年に母親が体調を崩したためシリアに戻り、そして著作を続けることで地元の人たちから尊敬を集めた。
悲観的な自由思想家と評されるが、アル・マアッリーは当時物議をかもす合理主義者であり、道理が真実の元だと述べていた。彼は人生に悲観的であり、自身を視覚障害と孤立に苛まれた「二重の囚人」と述べていた。彼は宗教の教理を攻撃し、イスラムを拒絶していた。
彼は同様にユダヤ教、キリスト教、ゾロアスター教に対しても辛辣であった。彼は社会正義を唱え、世俗を離れ、禁欲的な生活態度であった。
彼は「屠殺された動物の肉を、または子供に飲ませようとしている母親のミルクを食物として望むな」と訴え、ヴィーガンになった。
アル・マアッリーは自身の全体的な悲観主義の関係から厭世的世界観であり、また子供が苦労させないように生まれるべきではないと主張している。
アル・マアッリーは当時人気だった三つの作品を書いた。それは、『火打ち石のひらめき』、『肝要ではない重要事』、『許しの書（resalat al-ghufran）』であり、『許しの書』はダンテ『神曲』の先駆者であろうと考えられている。
アル・マアッリーは結婚をせず、83歳で自身が生まれたマアッラート・アル・ヌーマン（マアッラートンヌーマン）で死亡した。2013年、シリアの彼の故郷にあったアル・マアッリーの像はヌスラ戦線のジハード主義者により斬首された。

## 生涯
アブー・アル・アラーは西暦973年12月にアレッポに近いシリアのマアッラで生まれた。彼の時代、この街はイスラム黄金時代に三番目のイスラム帝国であったアッバース朝に属していた。 
彼はマアッラの名家であり、大タヌーク族に属するバヌー・スレイマンの一族であった。彼の先祖の一人は恐らくマアッラ最初のカーディー（法官）だった。
タヌーク族は数百年の間シリアにおいて貴族階級であり、バヌー・スレイマンに属する何人かは優れた詩人であったと記録されている。
彼は4歳の時に天然痘で視力を失った。彼の後年の悲観主義は彼の視覚障害により説明できるであろう。のちに彼は自身を「二重の囚人」と言ったが、これは彼の視覚障害と生涯にわたって彼が感じていた全般的な孤立状態を指すものである。 
彼は11歳か12歳という幼いうちから詩作を始めた、最初マアッラとアレッポで、それからアンティオキア、そして他のシリアの都市で教育を受けた。アレッポにおける先生の中にはイブン・カラワイのサークルメンバーたちがいた。
この文法学者であったイスラム法学者は、980年に死亡したが、その時アル・マアッリーはまだ子供であった。アル・マアッリーは、にもかかわらず、彼の「許しの書（risalat al ghufran）」の詩において強い口調でイブン・カラワイを失ったことを嘆く。
アル・キフティの記述（report）によればトリポリに行く途中、アル・マアッリーはラタキア近くのキリスト教修道院を訪れたという。そこで彼はギリシャ哲学の議論を聞いた。これが彼の心に、後年の懐疑性と反宗教的な考え方のきっかけを与えた。だがイブン・アル・アディムのような別の歴史学者はアル・マアッリーがイスラム教の教義以外に神学に触れたということには否定的だ。
1004年から1005年にかけての時期に、アル・マアッリーは父が亡くなったことを知り、それに対して哀歌を書いて父を称賛した。数年後、彼はバグダッドに旅することとなり、そこで当時の文学サロンにおいて問題人物ではあったが、高く評価された。
バグダッドで18ヶ月目のとき、アル・マアッリーは故郷に戻ったが、理由は明らかではない。彼が故郷に戻ったのは恐らく母親が病気のため、または自身の作品を販売することを良しとせず、バグダッドで金を使い果たしためであろう。
彼はマアッラで残りの生涯を送り、そこで自身の詩を販売することを拒み、世俗を離れて暮らし、厳格な草食生活を守るという禁欲的な生活を選択したのであった。 
彼の自宅への個人的監禁が壊されたのは一度だけ、暴力が彼の街を襲ったときのみだった。彼は監禁されていたが、作品の執筆を続け他の者と共同作業しながら残りの人生を全うした。
彼は大きな尊敬を受け、地元で多くの学生を惹きつけ、外国の学者と往復書簡を交わすほどに行動的であった。彼の隠遁生活の意図にもは関わらず、70代で彼は裕福になり、彼の住む地域で最も尊敬される人となった。アル・マアッリーは一度も妻帯せず1057年5月に地元の町で亡くなった。

## 思想
アル・マアッリーは自身の信仰に懐疑的であった。信仰における迷信とドクマチズムを批判した。これらは、彼の全体的に悲観的な人生観と共に、彼をして悲観的な自由思考家と称させた。
彼の哲学で繰り返し出てくるのが、習慣、伝統、そして権威の主張することに対しての理由の権利である。アル・マアッリーは宗教を「古代に作られたおとぎ話」であり、無知でなんでも信じやすい大衆を食い物にする者にとっては価値があるが、そうでないものには価値はない、と説いている。
「預言者の言葉が真実だなんて思うな。あんなのはみんな作り話だ。奴らがやってきて生をダメにするまで人類は楽しく暮らしていたのだ。コーランはいつの時代でもあったような根も葉もない作り話だし、それは今もなお作られているのだ」
アル・マアッリーは多くのイスラム教義を批判している、例えばハッジを彼は「不信心者の旅行」と呼んでいる。彼は神による啓示を拒絶している。彼の信条は哲学者や修行者のものであって、そうしたものたちにとっては論理的解釈が倫理の指針となり、美徳が自身への褒賞となる。
彼の宗教への懐疑ときっぱりとした反宗教的見方はイスラム教を超えて伸張され、同様にユダヤ教とキリスト教を含むこととなった。アル・マアッリーが述べるには、僧院の僧侶たちやモスクの信心深いものたちは盲目的に自身の地域への信仰を支持している、もし彼らがゾロアスター教徒やマンダ教徒の中で生まれればゾロアスター教徒やマンダ教徒になるだろう。
組織化された宗教への見解を要約しながら彼は述べる。「地球の住人は二種類いる。脳があって宗教がないものと、宗教があって脳がないもの達だ。」

## 禁欲生活とヴィーガニズム
アル・マアッリーは禁欲的であり、世間的な願望を放棄し、作品を書いている間も他人から離れて暮らしていた。彼はあらゆる種類の暴力に反対していた。バグダッドにおいて、彼は高く評価されたが、自分の作品を販売しないと決めており、そのために生活が苦しくなった。
この禁欲生活は彼の生きた当時、インドの同様の思想と比較された。アル・マアッリーの晩年において、彼はは肉やあらゆる動物製品を消費しないヴィーガンとなった。彼は書いている。
「不当に水が手放した魚を食うな、そして屠殺された動物の肉を食べ物として望むな、または自身の純粋な一口を高貴な淑女ではなく自身の子供に与えようとする母牛の純白のミルクを食物として望んではならない。
疑うことを知らぬ鳥を卵を取ることで悲しませてはならない。正義に反する行為は最大の罪なのだ。蜂がせっせと断片のような植物（fragment plant ）の花から取ってきた蜂蜜を惜しめ。なぜなら鳥達は人のものを蓄えているのではなく、またそれを寄付や贈り物にするために集めているのではないからである。」
「私はこうしたこと全てを辞めた。そして私が望むことは、自分の髪が灰色になる前にこの道を理解することだ！」
アル・マアッリーの根源的な悲観主義は彼の子供を持たない方が良いという主張において述べられており、曰く、いかなる子供も苦労しないように生まれるべきではない、と。
親族を無くした時彼により作られた哀歌において、彼は自身の悲しみを人生の無常に関する自分の考えと結びつけた。
「足を緩めろ。思うに地球の表面は死体の様なものだ。空中をゆっくり歩くんだ。そうすれば神の召使いどもの残骸を踏まないですむ。」
アル・マアッリーの墓碑すらも、彼は自分の人生がダメだったのは父親のためであり自身のせいではない、と書かれることを望んだ。

## 近代的視点
アル・マアッリーはアラブ世界の主流宗教であるイスラムに懐疑的だったため、今日においても批判の的になっている。2013年すでに彼の死から千年後であるが、アルカーイダの分派であるヌスラ前線がシリア内戦の間にアル・マアッリーの像を斬首した。
この像は彫刻家ファティ・ムハンマドによって作られた。斬首の動機は議論されており、その説は、彼が異端者であるという事実から彼がアサド家と関係のある幾人かに信じられているという事実までを範囲とした。
それでも、アル・マアッリーは最も偉大なる古典アラブ詩人として言及されることがある。ある者たちは彼とローマの詩人ルクレティウスとの関係で描写し、彼らを時代の最先端と称した。
彼の最初の詩集は『火打ち石のひらめき（Saqṭ al-zand; سقط الزند)』であった。詩集にはアレッポの高名な人たちを称えたものや、ハムダーン朝の指導者サアド・アッダウラをたたえたものがある。
この詩集は彼の知名度を上げ、詩人としての評判を打ち立てた。
この詩集はわずかではあるが武具に関するものもあった。
二作目として、さらに独創的な詩集が『肝要ではない重要事(  Luzūm mā lam yalzam لزوم ما لا يلزم أو اللزوميات）』という、タイトルで出された。これは単に『ルズーミーヤート』または『肝要事』とも称される。
このタイトルはアル・マアッリーが生きることをどう見ていたかに言及し、また用いられている押韻の重要でない複雑さに言及している。
彼の三番目の作品は散文であり『許しの書（Resalat Al-Ghufran رسالة الغفران )』として知られている作品である。この作品はアラブ詩人、イブン・アル・カーリーフに対する返信として書かれたものであり、アル・マアッリーは彼の宗教観を嘲笑している。
この作品で詩人は天国を訪れ、イスラムの教えは神を信じるものだけが救われるということを保持しているが、その教えとは反対に、無明時代のアラブ詩人に会うのである。
この世を去った人たちと会話を交わすという点から見て、『許しの書』は数百年後に出されたダンテの神曲と比較される。
この作品はまた、イブン・シュハイドの『Risala al-tawabi' wa al-zawabi』と似ているとも言われるが、アル・マアッリーがイイブン・シュハイドに影響を受けた確証はなく、ダンテがアル・マアッリーに影響を受けた確証もない。
アルジェリアは報道によれば2007年に同国で行われた国際ブックフェアから「許しの手紙」を出すことを禁止した。『段落と時代（Al-Fuṣūl wa al-ghāyāt）』は説教集である。この作品はまたコーランのパロディとも言われてきた。

## 出版物
- Risalat ul Ghufran, a Divine Comedy. Translated by G. Brackenbury 1943.
- The Epistle of Forgiveness: Volume One: A Vision of Heaven and Hell. Translated by Geert Jan Van Gelder and Gregor Schoeler. Library of Arabic Literature, New York University Press 2013.
- The Epistle of Forgiveness: Volume Two: Hypocrites, Heretics, and Other Sinners. Translated by Geert Jan Van Gelder and Gregor Schoeler. Library of Arabic Literature, New York University Press 20